# Cheyenne (taal)

de verspreiding van het Cheyenne in de Verenigde Staten

Het Cheyenne is een indianentaal die behoort tot de Algonkische talen.
De taal kent nog een beperkte groep sprekers die vooral te vinden zijn in de Amerikaanse staten Montana en Oklahoma.